# Lista siturilor arheologice din județul Covasna - T
Lista siturilor arheologice din județul Covasna - T conține toate siturile arheologice din județul Covasna înscrise în Repertoriul Arheologic Național (RAN) și aflate în localități al căror nume începe cu litera T. RAN este administrat de Ministerul Culturii și Patrimoniului Național și cuprinde date științifice, cartografice, topografice, imagini și planuri, precum și orice alte informații privitoare la zonele cu potențial arheologic, studiate sau nu, încă existente sau dispărute.
Puteți căuta un sit din localitățile care încep cu litera T folosind formularul de mai jos sau puteți naviga prin toate siturile din județ la Lista siturilor arheologice din județul Covasna.
| Cod RAN                                  | Denumire | Localitate                    | Adresă                | Datare                                | Descoperit | Coordonate                                      | Imagine           | Erori            |
| ---------------------------------------- | --- | ----------------------------- | --------------------- | ------------------------------------- | ---------- | ----------------------------------------------- | ----------------- | ---------------- |
| 64880.02.01 (Cod LMI: CV-II-m-A-13297)   | Cetatea Turia -Balvanyos / ansamblu anonim (Categorie: locuire civilă) (Tip: Donjon)                                                                  | sat Turia, comuna Turia       | Băile Balvanyos       | sec. XII-XIII                         |            | 46°06′50″N 25°58′01″E / 46.11394°N 25.96699°E   | Încărcați imagine | Raportați eroare |
| 64880.02.02 (Cod LMI: CV-II-m-A-13297)   | Cetatea Turia -Balvanyos / ansamblu anonim (Categorie: locuire civilă) (Tip: Incintă fortificată)                                                     | sat Turia, comuna Turia       | Băile Balvanyos       | sec. XIII-XIV                         |            | 46°06′50″N 25°58′01″E / 46.11394°N 25.96699°E   | Încărcați imagine | Raportați eroare |
| 64880.02.03 (Cod LMI: CV-II-m-A-13297)   | Cetatea Turia -Balvanyos / ansamblu anonim (Categorie: locuire civilă) (Tip: Așezare)                                                                 | sat Turia, comuna Turia       | Băile Balvanyos       | Coțofeni                              |            | 46°06′50″N 25°58′01″E / 46.11394°N 25.96699°E   | Încărcați imagine | Raportați eroare |
| 63759.01.01 (Cod LMI: CV-I-m-B-13080.02) | Așezarea romană de la Târgu Secuiesc / ansamblu anonim (Categorie: locuire civilă) (Tip: necropola)                                                   | municipiul Tîrgu Secuiesc     |                       | sec. II - III                         |            |                                                 | Încărcați imagine | Raportați eroare |
| 63759.01.02 (Cod LMI: CV-I-m-B-13080.01) | Așezarea romană de la Târgu Secuiesc / ansamblu anonim (Categorie: locuire civilă) (Tip: Apeduct)                                                     | municipiul Tîrgu Secuiesc     |                       | sec. II - III                         |            |                                                 | Încărcați imagine | Raportați eroare |
| 64880.01.01 (Cod LMI: CV-I-m-A-13081.02) | Situl arheologic de la Turia - "Cetatea Turia" / ansamblu anonim (Categorie: locuire civilă) (Tip: Așezare fortificată)                               | sat Turia, comuna Turia       | Cetatea Turia         | Wietenberg                            |            |                                                 | Încărcați imagine | Raportați eroare |
| 64880.01.02 (Cod LMI: CV-I-m-A-13081.01) | Situl arheologic de la Turia - "Cetatea Turia" / ansamblu anonim (Categorie: locuire civilă) (Tip: Așezare fortificată)                               | sat Turia, comuna Turia       | Cetatea Turia         |                                       |            |                                                 | Încărcați imagine | Raportați eroare |
| 64880.04.01                              | Necropola din epoca bronzului de la Turia / ansamblu anonim (Categorie: descoperire funerară) (Tip: Necropolă de incinerație)                         | sat Turia, comuna Turia       |                       |                                       |            |                                                 | Încărcați imagine | Raportați eroare |
| 64880.03.01                              | Necropola de la Turia / ansamblu anonim (Categorie: descoperire funerară) (Tip: Necropolă)                                                            | sat Turia, comuna Turia       |                       |                                       |            |                                                 | Încărcați imagine | Raportați eroare |
| 64880.05.01 (Cod LMI: CV-II-a-A-13299)   | Castelul Apor si situl arheologic din Turia / ansamblu anonim (Categorie: construcție) (Tip: Castel)                                                  | sat Turia, comuna Turia       | Castel Apor, nr. 244  | sec. XIV-XIX                          | 2002       | 46°01′47″N 26°03′37″E / 46.029717°N 26.060395°E | Încărcați imagine | Raportați eroare |
| 64880.05.02 (Cod LMI: CV-II-a-A-13299)   | Castelul Apor si situl arheologic din Turia / ansamblu anonim (Categorie: construcție) (Tip: Așezare)                                                 | sat Turia, comuna Turia       | Castel Apor, nr. 244  | Starčevo - Criș                       | 2002       | 46°01′47″N 26°03′37″E / 46.029717°N 26.060395°E | Încărcați imagine | Raportați eroare |
| 64880.05.03 (Cod LMI: CV-II-a-A-13299)   | Castelul Apor si situl arheologic din Turia / ansamblu anonim (Categorie: construcție) (Tip: Așezare)                                                 | sat Turia, comuna Turia       | Castel Apor, nr. 244  | Wietenberg                            | 2002       | 46°01′47″N 26°03′37″E / 46.029717°N 26.060395°E | Încărcați imagine | Raportați eroare |
| 64880.05.04 (Cod LMI: CV-II-a-A-13299)   | Castelul Apor si situl arheologic din Turia / ansamblu anonim (Categorie: construcție) (Tip: Așezare)                                                 | sat Turia, comuna Turia       | Castel Apor, nr. 244  | - B                                   | 2002       | 46°01′47″N 26°03′37″E / 46.029717°N 26.060395°E | Încărcați imagine | Raportați eroare |
| 64880.05.05 (Cod LMI: CV-II-a-A-13299)   | Castelul Apor si situl arheologic din Turia / ansamblu anonim (Categorie: construcție) (Tip: Așezare)                                                 | sat Turia, comuna Turia       | Castel Apor, nr. 244  | geto-dacică sec. I î.Chr. - I d.Chr.  | 2002       | 46°01′47″N 26°03′37″E / 46.029717°N 26.060395°E | Încărcați imagine | Raportați eroare |
| 64880.05.06 (Cod LMI: CV-II-a-A-13299)   | Castelul Apor si situl arheologic din Turia / ansamblu anonim (Categorie: construcție) (Tip: Așezare)                                                 | sat Turia, comuna Turia       | Castel Apor, nr. 244  | sec. XII-XIII                         | 2002       | 46°01′47″N 26°03′37″E / 46.029717°N 26.060395°E | Încărcați imagine | Raportați eroare |
| 64880.05.07 (Cod LMI: CV-II-a-A-13299)   | Castelul Apor si situl arheologic din Turia / ansamblu anonim (Categorie: construcție) (Tip: Morminte)                                                | sat Turia, comuna Turia       | Castel Apor, nr. 244  | Starčevo - Criș                       | 2002       | 46°01′47″N 26°03′37″E / 46.029717°N 26.060395°E | Încărcați imagine | Raportați eroare |
| 64087.01.01                              | Depozitul de bronzuri de la Tălișoara / ansamblu anonim (Categorie: depozit/tezaur) (Tip: Depozit)                                                    | sat Tălișoara, comuna Brăduț  |                       | - B1                                  | 1858       |                                                 | Încărcați imagine | Raportați eroare |
| 64087.01.02                              | Depozitul de bronzuri de la Tălișoara / ansamblu anonim (Categorie: depozit/tezaur) (Tip: Așezare)                                                    | sat Tălișoara, comuna Brăduț  |                       |                                       | 1858       |                                                 | Încărcați imagine | Raportați eroare |
| 64032.01.01                              | Descoperirile preistorice de la Telechia / ansamblu anonim (Categorie: descoperire izolată) (Tip: neprecizat)                                         | sat Telechia, comuna Brateș   |                       | Coțofeni                              |            |                                                 | Încărcați imagine | Raportați eroare |
| 64032.01.02                              | Descoperirile preistorice de la Telechia / ansamblu anonim (Categorie: descoperire izolată) (Tip: neprecizat)                                         | sat Telechia, comuna Brateș   |                       | Noua                                  |            |                                                 | Încărcați imagine | Raportați eroare |
| 64032.01.03                              | Descoperirile preistorice de la Telechia / ansamblu anonim (Categorie: descoperire izolată) (Tip: neprecizat)                                         | sat Telechia, comuna Brateș   |                       | dacică                                |            |                                                 | Încărcați imagine | Raportați eroare |
| 63759.02.01                              | Așezarea Noua de la Târgu Secuiesc - "Kanta" / ansamblu anonim (Categorie: locuire civilă) (Tip: Așezare)                                             | municipiul Tîrgu Secuiesc     | Kanta                 | Noua                                  |            |                                                 | Încărcați imagine | Raportați eroare |
| 63759.03.01                              | Situl arheologic de la Târgu Secuiesc - "Nord" / ansamblu anonim (Categorie: locuire civilă) (Tip: Așezare)                                           | municipiul Tîrgu Secuiesc     | Nord                  | Noua                                  |            |                                                 | Încărcați imagine | Raportați eroare |
| 63759.03.02                              | Situl arheologic de la Târgu Secuiesc - "Nord" / ansamblu anonim (Categorie: locuire civilă) (Tip: Așezare)                                           | municipiul Tîrgu Secuiesc     | Nord                  | geto-dacică                           |            |                                                 | Încărcați imagine | Raportați eroare |
| 63759.03.03                              | Situl arheologic de la Târgu Secuiesc - "Nord" / ansamblu anonim (Categorie: locuire civilă) (Tip: Așezare)                                           | municipiul Tîrgu Secuiesc     | Nord                  | romană                                |            |                                                 | Încărcați imagine | Raportați eroare |
| 63759.04.01                              | Așezarea romană de la Târgu Secuiesc - "Bárdocz" / ansamblu anonim (Categorie: locuire civilă) (Tip: Așezare)                                         | municipiul Tîrgu Secuiesc     | Bárdocz               | romană                                |            |                                                 | Încărcați imagine | Raportați eroare |
| 63759.05.01                              | Descoperirile funerare de la Târgu Secuiesc - "Calea ferată Brețcu" / ansamblu anonim (Categorie: descoperire funerară) (Tip: Mormânt de incinerație) | municipiul Tîrgu Secuiesc     | Calea ferată Brețcu   | Wietenberg                            |            |                                                 | Încărcați imagine | Raportați eroare |
| 63759.05.02                              | Descoperirile funerare de la Târgu Secuiesc - "Calea ferată Brețcu" / ansamblu anonim (Categorie: descoperire funerară) (Tip: mormânt)                | municipiul Tîrgu Secuiesc     | Calea ferată Brețcu   |                                       |            |                                                 | Încărcați imagine | Raportați eroare |
| 63759.06.01                              | Situl arheologic de la Târgu Secuiesc - "Cimitirul Catolic" / ansamblu anonim (Categorie: locuire) (Tip: locuire)                                     | municipiul Tîrgu Secuiesc     | Cimitirul Catolic     |                                       |            |                                                 | Încărcați imagine | Raportați eroare |
| 63759.06.02                              | Situl arheologic de la Târgu Secuiesc - "Cimitirul Catolic" / ansamblu anonim (Categorie: locuire) (Tip: Locuire)                                     | municipiul Tîrgu Secuiesc     | Cimitirul Catolic     | romană                                |            |                                                 | Încărcați imagine | Raportați eroare |
| 63759.07.01                              | Necropola de incinerație de la Târgu Secuiesc - "Piața de găini" / ansamblu anonim (Categorie: descoperire funerară) (Tip: Necropolă de incinerație)  | municipiul Tîrgu Secuiesc     | Piața de găini        |                                       |            |                                                 | Încărcați imagine | Raportați eroare |
| 63759.08.01                              | Depozitul de vase de bronz romane de la Târgu Secuiesc / ansamblu anonim (Categorie: depozit/tezaur) (Tip: Depozit)                                   | municipiul Tîrgu Secuiesc     |                       | romană                                |            |                                                 | Încărcați imagine | Raportați eroare |
| 63759.09.01                              | Așezarea medievală de la Târgu Secuiesc - "Cimitirul reformat" / ansamblu anonim (Categorie: locuire civilă) (Tip: așezare)                           | municipiul Tîrgu Secuiesc     | Cimitirul reformat    |                                       |            |                                                 | Încărcați imagine | Raportați eroare |
| 63759.10.01                              | Depozitele de bronzuri de la Târgu Secuiesc / ansamblu anonim (Categorie: depozit/tezaur) (Tip: Depozit)                                              | municipiul Tîrgu Secuiesc     |                       |                                       |            |                                                 | Încărcați imagine | Raportați eroare |
| 63759.11.01                              | Mormântul Monteoru de la Târgu Secuiesc / ansamblu anonim (Categorie: descoperire funerară) (Tip: Mormânt)                                            | municipiul Tîrgu Secuiesc     |                       | Monteoru - II                         |            |                                                 | Încărcați imagine | Raportați eroare |
| 63759.12.01                              | Locuirea Noua de la Târgu Secuiesc - "Oborul de vite" / ansamblu anonim (Categorie: locuire) (Tip: locuire)                                           | municipiul Tîrgu Secuiesc     | Oborul de vite        | Noua                                  |            |                                                 | Încărcați imagine | Raportați eroare |
| 64880.06.01                              | Situl arheologic de la Turia - "Cimitirul Catolic" / ansamblu anonim (Categorie: locuire civilă) (Tip: Așezare)                                       | sat Turia, comuna Turia       | Cimitirul Catolic     | Coțofeni                              |            |                                                 | Încărcați imagine | Raportați eroare |
| 64880.06.02                              | Situl arheologic de la Turia - "Cimitirul Catolic" / ansamblu anonim (Categorie: locuire civilă) (Tip: Așezare)                                       | sat Turia, comuna Turia       | Cimitirul Catolic     | Schneckenberg                         |            |                                                 | Încărcați imagine | Raportați eroare |
| 64880.06.03                              | Situl arheologic de la Turia - "Cimitirul Catolic" / ansamblu anonim (Categorie: locuire civilă) (Tip: Așezare)                                       | sat Turia, comuna Turia       | Cimitirul Catolic     |                                       |            |                                                 | Încărcați imagine | Raportați eroare |
| 64880.06.04                              | Situl arheologic de la Turia - "Cimitirul Catolic" / ansamblu anonim (Categorie: locuire civilă) (Tip: Așezare)                                       | sat Turia, comuna Turia       | Cimitirul Catolic     | geto-dacică sec. IV-III î.Chr.        |            |                                                 | Încărcați imagine | Raportați eroare |
| 64880.06.05                              | Situl arheologic de la Turia - "Cimitirul Catolic" / ansamblu anonim (Categorie: locuire civilă) (Tip: Așezare)                                       | sat Turia, comuna Turia       | Cimitirul Catolic     | geto-dacică sec. I î.Chr - I d.Chr.   |            |                                                 | Încărcați imagine | Raportați eroare |
| 64880.07.01                              | Situl arheologic de la Turia - "Județ" / ansamblu anonim (Categorie: locuire civilă) (Tip: Așezare)                                                   | sat Turia, comuna Turia       | Județ                 | Cucuteni - Ariușd                     |            |                                                 | Încărcați imagine | Raportați eroare |
| 64880.07.02                              | Situl arheologic de la Turia - "Județ" / ansamblu anonim (Categorie: locuire civilă) (Tip: Așezare)                                                   | sat Turia, comuna Turia       | Județ                 | Noua                                  |            |                                                 | Încărcați imagine | Raportați eroare |
| 64880.07.03                              | Situl arheologic de la Turia - "Județ" / ansamblu anonim (Categorie: locuire civilă) (Tip: Așezare)                                                   | sat Turia, comuna Turia       | Județ                 |                                       |            |                                                 | Încărcați imagine | Raportați eroare |
| 64880.07.04                              | Situl arheologic de la Turia - "Județ" / ansamblu anonim (Categorie: locuire civilă) (Tip: Așezare)                                                   | sat Turia, comuna Turia       | Județ                 | sec. XI-XII                           |            |                                                 | Încărcați imagine | Raportați eroare |
| 64880.07.05                              | Situl arheologic de la Turia - "Județ" / ansamblu anonim (Categorie: locuire civilă) (Tip: Așezare)                                                   | sat Turia, comuna Turia       | Județ                 | Sântana de Mureș - Cerneahov          |            |                                                 | Încărcați imagine | Raportați eroare |
| 64880.07.06                              | Situl arheologic de la Turia - "Județ" / ansamblu anonim (Categorie: locuire civilă) (Tip: Așezare)                                                   | sat Turia, comuna Turia       | Județ                 | sec. XI-XII                           |            |                                                 | Încărcați imagine | Raportați eroare |
| 64880.07.07                              | Situl arheologic de la Turia - "Județ" / ansamblu anonim (Categorie: locuire civilă) (Tip: Mormânt în cistă)                                          | sat Turia, comuna Turia       | Județ                 | Schneckenberg                         |            |                                                 | Încărcați imagine | Raportați eroare |
| 64880.07.08                              | Situl arheologic de la Turia - "Județ" / ansamblu anonim (Categorie: locuire civilă) (Tip: Așezare)                                                   | sat Turia, comuna Turia       | Județ                 | Boian - Giulești                      |            |                                                 | Încărcați imagine | Raportați eroare |
| 64880.07.09                              | Situl arheologic de la Turia - "Județ" / ansamblu anonim (Categorie: locuire civilă) (Tip: Necropolă de incinerație)                                  | sat Turia, comuna Turia       | Județ                 | Wietenberg                            |            |                                                 | Încărcați imagine | Raportați eroare |
| 64880.08.01                              | Depozitele de bronzuri de la Turia / ansamblu anonim (Categorie: depozit/tezaur) (Tip: Depozit)                                                       | sat Turia, comuna Turia       |                       |                                       |            |                                                 | Încărcați imagine | Raportați eroare |
| 64880.08.02                              | Depozitele de bronzuri de la Turia / ansamblu anonim (Categorie: depozit/tezaur) (Tip: Depozit)                                                       | sat Turia, comuna Turia       |                       | - A2                                  |            |                                                 | Încărcați imagine | Raportați eroare |
| 64880.08.03                              | Depozitele de bronzuri de la Turia / ansamblu anonim (Categorie: depozit/tezaur) (Tip: Depozit)                                                       | sat Turia, comuna Turia       |                       | - B                                   |            |                                                 | Încărcați imagine | Raportați eroare |
| 64880.09.01                              | Situl arheologic de la Turia - "Balász - Telke" / ansamblu anonim (Categorie: locuire civilă) (Tip: Așezare)                                          | sat Turia, comuna Turia       | Balász - Telke        | Cucuteni - Ariușd                     |            | 46°03′28″N 26°03′34″E / 46.0577°N 26.05955°E    | Încărcați imagine | Raportați eroare |
| 64880.09.02                              | Situl arheologic de la Turia - "Balász - Telke" / ansamblu anonim (Categorie: locuire civilă) (Tip: Așezare)                                          | sat Turia, comuna Turia       | Balász - Telke        | sec. VII-VIII                         |            | 46°03′28″N 26°03′34″E / 46.0577°N 26.05955°E    | Încărcați imagine | Raportați eroare |
| 64880.10.01                              | Așezarea Sântana de Mureș - Cerneahov de la Turia - "Balász - Rétiláb" / ansamblu anonim (Categorie: locuire civilă) (Tip: Așezare)                   | sat Turia, comuna Turia       | Rétiláb               | Sântana de Mureș - Cerneahov          |            |                                                 | Încărcați imagine | Raportați eroare |
| 64880.11.01                              | Așezarea geto-dacică de la Turia - "Silozuri" / ansamblu anonim (Categorie: locuire civilă) (Tip: Așezare)                                            | sat Turia, comuna Turia       | Silozuri              | geto-dacică sec. II î.Chr. - I d.Chr. |            |                                                 | Încărcați imagine | Raportați eroare |
| 65084.01.01                              | Depozitul de bronzuri de la Tamașfalău / ansamblu anonim (Categorie: depozit/tezaur) (Tip: Depozit)                                                   | sat Tamașfalău, comuna Zăbala |                       |                                       |            |                                                 | Încărcați imagine | Raportați eroare |
| 63759.13.01                              | Biserica Adormirea Maicii Domnului de la Târgu Secuiesc / ansamblu anonim (Categorie: construcție de cult) (Tip: Așezare)                             | municipiul Tîrgu Secuiesc     | Str.Vasarhely Peter 1 | sec. XVII -XVIII                      |            |                                                 | Încărcați imagine | Raportați eroare |
| 63759.13.02                              | Biserica Adormirea Maicii Domnului de la Târgu Secuiesc / ansamblu anonim (Categorie: construcție de cult) (Tip: biserică)                            | municipiul Tîrgu Secuiesc     | Str.Vasarhely Peter 1 | 1783-1795                             |            |                                                 | Încărcați imagine | Raportați eroare |